# Gójar
Gójar è un comune spagnolo di 3 706 abitanti situato nella comunità autonoma dell'Andalusia.